# Elezioni presidenziali a Capo Verde del 1991
Le elezioni presidenziali a Capo Verde del 1991 si tennero il 17 febbraio.

## Risultati
| Candidati                    | Partiti                                          | Voti   | %     |
| ---------------------------- | ------------------------------------------------ | ------ | ----- |
| António Mascarenhas Monteiro | Movimento per la Democrazia                      | 70 623 | 73,44 |
| Aristides Pereira            | Partito Africano dell'Indipendenza di Capo Verde | 25 544 | 26,56 |
| Totale                       | Totale                                           | 96 167 | 100   |